# Dieter Schwabe
Dieter Schwabe (* 12. September 1956) ist ein ehemaliger deutscher Fußballspieler.
Der Verteidiger gehörte in der Saison 1975/1976 dem Profi-Kader des 1. FC Köln an. Der damalige Trainer der Kölner Georg Stollenwerk setzte ihn aber lediglich in einem DFB-Pokal-Spiel ein. Am 3. April 1976 wurde er im DFB-Pokal-Viertelfinale gegen den FC Bayern München in der 32. Minute für Herbert Hein eingewechselt. Das Spiel verloren die Kölner mit 2:5. Am Ende der Saison verließ er den FC wieder und schloss sich dem Bonner SC, der damals in der 2. Bundesliga spielte, an. Ein Jahr später ging er zu Bayer 05 Uerdingen, mit denen er bis 1979 in der 2. Liga spielte.

## Vereine
- 1975–1976 1. FC Köln
- 1976–1977 Bonner SC
- 1977–1979 Bayer 05 Uerdingen
- 1979–1991 KV Kortrijk (19) (Belgien)
- 1991–1992 Eendracht Aalst (90) (Belgien)

## Statistik
- 2. Bundesliga
- :20 Spiele Bonner SC
- :17 Spiele Bayer 05 Uerdingen
- DFB-Pokal
- :1 Spiel 1. FC Köln

| Personendaten    | Personendaten            |
| ---------------- | ------------------------ |
| NAME             | Schwabe, Dieter          |
| KURZBESCHREIBUNG | deutscher Fußballspieler |
| GEBURTSDATUM     | 12. September 1956       |